# Rog Phillips
Rog Phillips (eigentlich Roger Phillip Graham; geboren am 20. Februar 1909 in Spokane, Washington; gestorben am 2. März 1966 in San Francisco, Kalifornien) war ein amerikanischer Science-Fiction-Autor, bekannt vor allem durch seine SF-Fan-Kolumne The Club House.

## Leben
Graham studierte an der Gonzaga University in Spokane, wo er mit dem Bachelor abschloss, und danach an der University of Washington in Seattle. Vor dem Zweiten Weltkrieg arbeitete er als Kraftwerksingenieur und während des Krieges als Schweißer auf einer Werft. Nach dem Krieg wandte er sich der Schriftstellerei zu und wurde einer von Raymond A. Palmers Autoren bei Ziff Davis, wo damals das SF-Magazin Amazing Stories erschien. 
Von 1948 bis 1953 schrieb er für Amazing als Rog Phillips 57 Folgen von The Club House, einer Kolumne über das SF-Fandom für SF-Fans. Parallel dazu erschien in dem Magazin Imagination die ähnlich angelegte Kolumne Fandora’s Box, für die Grahams erste Frau Mari Wolf als Autorin zeichnete. Tatsächlich soll auch hier Graham der Autor gewesen sein. Diese Kolumnen sollen für die Entwicklung des SF-Fandoms nach 1945 prägend gewesen sein. 1956 heiratete Graham Honey Wood, die ebenfalls im SF-Fandom aktiv war.
Neben seinen Kolumnen veröffentlichte Graham über 170 Kurzgeschichten und sechs Romane, wobei er neben Rog Phillips zahlreiche andere Pseudonyme verwendete, unter anderem Craig Browning, Franklin Bahl, Peter Worth und Melva Rogers. Neben seiner Science-Fiction verfasste Graham auch Detektiv- und Kriminalgeschichten.
1956 wurde Graham als bester Kolumnist und 1959 für die Kurzgeschichte Rat in the Skull für den Hugo Award nominiert. Inzwischen war sein Werk weitgehend vergessen, ab 2012 erschienen Sammelbände seiner Kurzgeschichten und seine gesammelten Club House-Kolumnen bei  Goldleaf Books, herausgegeben von dem SF-Historiker Earl Terry Kemp, der Grahams Patenkind war. Vier seiner Romane wurden ins Deutsche übersetzt.

## Bibliografie
Sind bei den Originalausgaben zwei Erscheinungsjahre angegeben, so ist das erste das des Erstdrucks und das zweite das der Erstausgabe (als Buch).
Romane
- Time Trap (1949)
  - Deutsch: Die Zeitfalle. Hönne / Gebrüder Zimmermann (Hönne Utopia-Spitzenklasse #13), 1958. Auch als: Moewig (Terra #111), 1960.
- Worlds Within (1950)
  - Deutsch: Unsichtbare Welten. Semrau (Abenteuer im Weltenraum #10), 1959.
- World of If (1951)
  - Deutsch: Welten der Wahrscheinlichkeit. Widukind / Gebrüder Zimmermann (Widukind Fantasy Crime), 1960.
- The Involuntary Immortals (1949)
  - Deutsch: Der Club der Unsterblichen. Moewig (Terra #299), 1963.
- So Shall Ye Reap (1947, 2011)
- These Are My Children (1952, 2018)

Sammlungen 
- Rat in the Skull & Other Off-trail Science Fiction (2004)
- The Complete Lefty Baker : The Best of Rog Phillips (2012)
- The Best of Rog Phillips: Volume II (2013)
- The Best of Rog Phillips: Volume III (2013)
- The Best of Rog Phillips: Volume IV (2014)
- Rog Phillips’ The Club House (2014, Essays)

Deutsche Zusammenstellung:
- Das wandernde Ich und andere Stories. Moewig (Terra #429), 1965.

Kurzgeschichten
Wird bei Kurzgeschichten als Quelle nur Titel und Jahr angegeben, so findet sich die vollständige Angabe unter Sammlungen.
- Let Freedom Ring! (1945)
- The Mutants [Arny] (1946)
- Vacation in Shasta (1946)
- Atom War (1946)
- The Mutants (1946)
- Battle of the Gods (1946)
- Dual Personality (1946)
- Squeeze Play (1947, als Craig Browning)
- The House (1947)
- The Uninvited Jest (1947)
- High Ears (1947)
- The Despoilers (1947)
- And Eve Was (1947)
- Armageddon (1948, als Craig Browning)
- Brainstorm (1948, als Alexander Blade)
- The Venusian (1948, als Craig Browning)
- Tillie (1948, als Craig Browning)
- Hate (1948)
- Twice to Die (1948)
- The Supernal Note (1948)
- Starship from Sirius (1948)
- The Cube Root of Conquest (1948)
- The Unthinking Destroyer (1948)
- I Died Tomorrow (1949, als Peter Worth)
- Lunar Holiday (1949, als Peter Worth)
- The Form of Hunger (1949, als Craig Browning)
- The Immortal Menace (1949, als Craig Browning)
- The Insane Robot (1949, als Craig Browning)
- The Last Stronghold (1949, als Chester Ruppert)
- The Robot and the Pearly Gates (1949, als Peter Worth)
- The Runaround (1949, als Craig Browning)
- Unforseen (1949, als Roger P. Graham)
- Window to the Future (1949, als Peter Worth)
- The Can Opener (1949)
- Unforeseen (1949, als Roger P. Graham)
- M’Bong-Ah (1949)
  - Deutsch: Foltertrommeln der Venus. Pabel (Utopia Zukunftsroman #91), 1957.
- Quite Logical (1949)
- She (1949)
- Unthinkable (1949)
- The Robot Men of Bubble City (1949)
- The Shortcut (1949)
- The Awakening (1949)
- The Tangential Semanticist (1949)
- Incompatible (1949)
- Matrix (1949)
- Planet of the Dead (1949)
- Beyond the Matrix of Time (1949)
- Seven Come A-Lovin’ (1949, als Craig Browning)
- The Miracle of Elmer Wilde (1949)
- Venus Trouble Shooter (1949, als John Wiley)
- Goddess of the Volcano (1950, als Craig Browning)
- Lorelei Street (1950, als Craig Browning)
- Null F (1950, als Peter Worth)
- Read It and Weep! (1950, als Peter Worth)
- Slaves of the Crystal Brain (1950, als William Carter Sawtelle)
- Spawn of Darkness (1950, als Craig Browning)
- The Exteroceptor Deceptor (1950, als Craig Browning)
- The Friendly Wolf (1950, als Craig Browning)
- The Gloves of Gino (1950, als P. F. Costello)
- Two Against Venus (1950, als Craig Browning)
- Vial of Immortality (1950, auch als Craig Browning)
- Warrior Queen of Mars (1950, als Alexander Blade)
- This Time (1950)
- To Give Them Welcome (1950, als Melva Rogers)
- The Pranksters (1950)
- Typewriter from the Future (1950, als Peter Worth)
- Detour from Tomorrow (1950)
- Live in an Orbit and Love It! (1950, als Craig Browning)
- The Fatal Technicality (1950)
- The Face Beyond the Veil (1950, als Franklin Bahl)
- The Lost Bomb (1950)
- The Mental Assassins (1950, als Gregg Conrad)
- “If You Were Me…” (1950)
- Victims of the Vortex (1950, als Clinton Ames)
- Lullaby… (1950, als Peter Worth)
- A Man Named Mars (1950, als A. R. Steber)
- Holes in My Head (1950)
- One for the Robot – Two for the Same … (1950)
- Venus Trouble (1950, als John Wiley)
- Weapon from the Stars (1950)
- Bubastis of Egupt (1950, als Craig Browning)
- Love My Robot (1950)
- Rescue Beacon (1950, als Craig Browning)
- A Matter of Stupidity (1951, als Robert Arnette)
- The Master Ego (1951, als Peter Worth)
- The Perfect Hideout (1951, als Gerald Vance)
- Courtesy Call (1951, als A. R. Steber)
- Empire of Evil (1951, als Robert Arnette)
- “You’ll Die Yesterday!” (1951)
- Secret of the Flaming Ring (1951, als P. F. Costello)
- In What Dark Mind (1951)
- The Man from Mars (1951)
- Vampire of the Deep (1951)
- The Imitators (1951, als Peter Worth)
- Who Sows the Wind… (1951)
- The President Will See You … (1951)
- “Step Out of Your Body, Please!” (1951)
- Remember Not to Die! (1951)
- Checkmate for Aradjo (1951)
- Monkey in the Ice Box (1952, als Gerald Vance)
- Moon of Twelve Gods (1952, als Robert Arnette)
- The Unfinished Equation (1952, als Robert Arnette)
- No Greater Wisdom (1952)
- The Visitors (1952)
- The Old Martians (1952)
- A More Potent Weapon (1952)
- Destiny Uncertain (1952)
  - Deutsch: Das überlistete Schicksal. In: Das wandernde Ich und andere Stories. 1965.
- The World of Whispering Wings (1952)
- All the Answers (1952)
- Black Angels Have No Wings (1952)
- The Man Who Lived Twice (1952)
- Adam’s First Wife (1952)
- I’ll See You in My Dreams (1952)
- It’s in the Cards (1952)
- “It’s Like This” (1952)
- Visitor from Darkness (1952)
- Frontiers Beyond the Sun (1953, als Mallory Storm)
- The Sorceress (1953)
- Ye of Little Faith (1953)
- The Lady Killer (1953, als Franklin Bahl)
- The Menace (1953)
- Your Funeral Is Waiting (1953)
- The Lost Ego (1953)
  - Deutsch: Das wandernde Ich. In: Das wandernde Ich und andere Stories. 1965.
- The Phantom Truck Driver (1953)
- The Cyberene (1953)
- Pariah (1953)
- From This Dark Mind (1953)
- Go Visit Your Grave (1953)
- The Cosmic Junkman (1953)
- Repeat Performance (1954)
  - Deutsch: Der Dreidollarschein. In: Das wandernde Ich und andere Stories. 1965.
- Assignment to Life (1954, als Sanandana Kumara)
- Earthbound (1954, als Charles Lee)
- The Devil’s Dollhouse (1954)
- The Kid With the Beautiful Hands (1954, als Melva Rogers)
- … Lest Ye Be Judged (1954, als Sanandana Kumara)
- Ming Cha (1954, als Milton Mann)
- Mistress of the Kama-Loka (1954, als Peter Worth)
- In the Twinkling of an Eye (1954, als Sanandana Kumara)
- The Holy Man (1954, als Sanandana Kumara)
- What Is to Be… (1954, als Melva Rogers)
- God Is in the Mountain (1954, als Peter Worth)
- The Golden Kitten (1954, als Charles Lee)
- Am I My Dark Brother’s Keeper (1955, als Sanandana Kumara)
- A Handful of Sand (1957)
- Teach Me to Kill (1957)
- Homestead (1957)
- Executioner No. 43 (1957)
- Game Preserve (1957)
- The Cosmic Trap (1957, als Gerald Vance)
- Truckstop (1957)
- World of Traitors (1957)
- Captain Peabody (1957)
- Lefty Baker’s Nuthouse (1958)
- Love Me, Love My - (1958)
- It’s Better Not to Know (1958)
- Venusian, Get Out! (1958)
- Ground Leave Incident (1958)
- Refeuling Station (1958)
- Prophecy, Inc. (1958)
- Services, Incorporated (1958)
- Space Is for Suckers (1958, als P. F. Costello)
- In This Dark Mind (1958, als Inez McGowan)
- Jason’s Secret (1958)
- The Yellow Pill (1958)
- Rat in the Skull (1958)
- Unto the Nth Generation (1958)
- The Gallery (1959)
- The Creeper in the Dream (1959)
- Keepers in Space (1959)
- The Only One That Lived (1959)
- Camouflage (1959)
- The Lurker (1959)
- The Full Treatment (1961)
- … But Who Knows Huer, or Huen? (1961)
- Legacy of Office (1964)